# خط عرض 12° جنوب
خط عرض 12° جنوب هي إحدى دوائر العرض الجغرافية، وهي دوائر وهمية تحيط بالكرة الأرضية، وموازية لخط الاستواء، وتتميز هذه الدائرة بأن الأراضي الواقعة عليها تنتمي للمنطقة المدارية الحارة.

## حول العالم
خط عرض 12° جنوب يبدأ من خط الزوال الأولي ويتجه شرقا ويمر عبر:
| الإحداثيات                           | البلد أو الإقليم أو البحر   | ملاحظات |
| ------------------------------------ | --------------------------- | --- |
| 12°0′S 0°0′E / 12.000°S 0.000°E      | المحيط الأطلسي              | |
| 12°0′S 13°43′E / 12.000°S 13.717°E   | أنغولا                      | |
| 12°0′S 23°59′E / 12.000°S 23.983°E   | زامبيا                      | |
| 12°0′S 26°42′E / 12.000°S 26.700°E   | جمهورية الكونغو الديمقراطية | لحوالي 3 km |
| 12°0′S 26°43′E / 12.000°S 26.717°E   | زامبيا                      | |
| 12°0′S 27°28′E / 12.000°S 27.467°E   | جمهورية الكونغو الديمقراطية | |
| 12°0′S 28°45′E / 12.000°S 28.750°E   | زامبيا                      | |
| 12°0′S 33°18′E / 12.000°S 33.300°E   | مالاوي                      | |
| 12°0′S 34°4′E / 12.000°S 34.067°E    | بحيرة ملاوي                 | مرورا بشمال Chizumulu Island وLikoma Island, مالاوي |
| 12°0′S 34°53′E / 12.000°S 34.883°E   | موزمبيق                     | |
| 12°0′S 40°32′E / 12.000°S 40.533°E   | المحيط الهندي               | قناة موزمبيق · - مرورا بجنوب القمر الكبرى island, جزر القمر · - مرورا بشمال أنجوان island, جزر القمر                                                      |
| 12°0′S 49°12′E / 12.000°S 49.200°E   | مدغشقر                      | |
| 12°0′S 49°18′E / 12.000°S 49.300°E   | المحيط الهندي               | Passing between North Keeling Island وHorsburgh Island, جزر كوكوس · مرورا بشمال the جزر أشمور وكارتيير وجزر أشمور وكارتيير, أستراليا                      |
| 12°0′S 124°22′E / 12.000°S 124.367°E | بحر تيمور                   | Passing south of باتهيرست, أستراليا · مرورا عبر the Clarence Strait · - between جزيرة ملفيل (أستراليا) و the mainland, أستراليا · مرورا عبر خليج فان ديمن |
| 12°0′S 132°37′E / 12.000°S 132.617°E | أستراليا                    | أرض أرنهيم، إقليم شمالي (أستراليا) |
| 12°0′S 134°17′E / 12.000°S 134.283°E | بحر آرافورا                 | Bocaut Bay |
| 12°0′S 134°40′E / 12.000°S 134.667°E | أستراليا                    | أرض أرنهيم، إقليم شمالي (أستراليا) |
| 12°0′S 134°45′E / 12.000°S 134.750°E | بحر آرافورا                 | Castlereagh Bay - مرورا بجنوب Mooroongga Island, أستراليا                                                                                                 |
| 12°0′S 135°34′E / 12.000°S 135.567°E | أستراليا                    | Elcho Island وأرض أرنهيم (mainland), إقليم شمالي (أستراليا)                                                                                               |
| 12°0′S 135°49′E / 12.000°S 135.817°E | بحر آرافورا                 | |
| 12°0′S 136°16′E / 12.000°S 136.267°E | أستراليا                    | Inglis Island وأرض أرنهيم (mainland), إقليم شمالي (أستراليا)                                                                                              |
| 12°0′S 136°31′E / 12.000°S 136.517°E | خليج كاربنتاريا             | |
| 12°0′S 141°50′E / 12.000°S 141.833°E | أستراليا                    | شبه جزيرة كيب يورك، كوينزلاند |
| 12°0′S 143°11′E / 12.000°S 143.183°E | بحر المرجان                 | مرورا بجنوب Vanatinai island, بابوا غينيا الجديدة · مرورا بجنوب Rennell Island, جزر سليمان · مرورا بجنوب Vanikoro island, جزر سليمان                      |
| 12°0′S 167°37′E / 12.000°S 167.617°E | المحيط الهادئ               | مرورا بشمال تيكوبيا island, جزر سليمان |
| 12°0′S 77°8′W / 12.000°S 77.133°W    | بيرو                        | مرورا بشمال ليما |
| 12°0′S 68°55′W / 12.000°S 68.917°W   | بوليفيا                     | |
| 12°0′S 65°0′W / 12.000°S 65.000°W    | البرازيل                    | روندونيا ماتو غروسو توكانتينس باهيا |
| 12°0′S 37°37′W / 12.000°S 37.617°W   | المحيط الأطلسي              | |